# Dunn (Familienname)
Dunn ist ein englischer Familienname.

## Familienname

### A
- Adam Dunn (* 1979), US-amerikanischer Baseballspieler
- Andrew Dunn (* 1950), britischer Kameramann
- Archibald Gardner Dunn (1919–1980), südafrikanischer Diplomat
- Archibald Matthias Dunn (1832–1917), britischer Architekt
- Aubert C. Dunn (1896–1987), US-amerikanischer Politiker

### B
- Beverley Dunn, australische Szenenbildnerin
- Bill Newton Dunn (* 1941), britischer Politiker
- Bob Dunn (1908–1971), US-amerikanischer Western-Swing-Gitarrist
- Brian Joseph Dunn (* 1955), kanadischer Geistlicher, Erzbischof von Halifax-Yarmouth

### C
- Carola Dunn (* 1946), britisch-amerikanische Autorin von Krimis und Regency-Romanen
- Carolyn Dunn (* 1960), kanadische Film- und Theaterschauspielerin
- Clive Dunn (1920–2012), britischer Schauspieler
- Colleen Dunn, US-amerikanische Schauspielerin
- Colton Dunn (* 1977), US-amerikanischer Komiker, Theater- und Filmschauspieler, Drehbuchautor und Synchronsprecher
- Crystal Dunn (* 1992), US-amerikanische Fußballspielerin

### D
- Dave Dunn (* 1948), kanadischer Eishockeyspieler und -trainer
- David Dunn (Politiker) (1811–1894), US-amerikanischer Politiker
- David Dunn (Fußballspieler) (* 1979), englischer Fußballspieler und -trainer
- Debbie Dunn (* 1978), US-amerikanische Leichtathletin
- Donald Dunn (1941–2012), US-amerikanischer Bassist, Produzent und Songwriter
- Douglas Dunn (* 1942), britischer Bibliothekar, Schriftsteller und Hochschullehrer

### E
- Emma Dunn (1874–1966), US-amerikanische Schauspielerin
- Emmett Reid Dunn (1894–1956), US-amerikanischer Zoologe
- Erica H. Dunn (* 1945), kanadische Ornithologin

### F
- Francis John Dunn (1922–1989), US-amerikanischer Geistlicher, Weihbischof in Dubuque
- Frederick Sherwood Dunn (1893–1962), US-amerikanischer Rechtswissenschaftler

### G
- Gano Dunn (1870–1953), US-amerikanischer Ingenieur und Hochschulpräsident

- George Dunn (1914–1982), US-amerikanischer Schauspieler
- George G. Dunn (1812–1857), US-amerikanischer Politiker
- George H. Dunn (1794–1854), US-amerikanischer Politiker
- Gordon Dunn (1912–1964), US-amerikanischer Diskuswerfer
- Gordon H. Dunn (* 1932), US-amerikanischer Physiker

### H
- Harvey Dunn (1884–1952), US-amerikanischer Illustrator, Maler und Lehrer
- Herbert O. Dunn (1857–1939), US-amerikanischer Marineoffizier
- Holly Dunn (1957–2016), US-amerikanische Country-Sängerin und -Songschreiberin
- Hugh Alexander Dunn (1923–2005), australischer Diplomat

### I
- Ian Dunn (* 1960), neuseeländischer Rugby-Union-Spieler
- Irina Dunn (* 1948), australische Schriftstellerin, Sozialaktivistin, Filmemacherin und Politikerin
- Irving J. Dunn (* 1938), US-amerikanischer Chemieingenieur und Hochschullehrer

### J
- Jack Dunn (1917–1938), britischer Eiskunstläufer
- James Dunn (Eishockeyfunktionär) (1898–1979), kanadischer Eishockeyfunktionär
- James Dunn (Fußballspieler) (1900–1963), schottischer Fußballspieler
- James Dunn (Schauspieler) (1901–1967), US-amerikanischer Schauspieler
- James Dunn (Diplomat) (1928–2020), australischer Diplomat
- James Clement Dunn (1890–1979), US-amerikanischer Diplomat
- James D. G. Dunn (1939–2020), britischer Theologe und Hochschullehrer
- James Hamet Dunn (1874–1956), kanadischer Investor und Industrieller
- James Whitney Dunn (* 1943), US-amerikanischer Politiker
- Jarryd Dunn (* 1992), britischer Sprinter
- Jeffrey Dunn (* 1961), britischer Rockgitarrist, siehe Venom (Band)
- Jennifer Dunn (1941–2007), US-amerikanische Politikerin
- Jimmy Dunn (Fußballspieler, 1900) (James Dunn; 1900–1963), schottischer Fußballspieler
- Jimmy Dunn (Fußballspieler, 1922) (James Dunn; 1922–2005), schottischer Fußballspieler
- Jimmy Dunn (Fußballspieler, 1923) (James Dunn; 1923–2014), schottischer Fußballspieler
- John T. Dunn (1838–1907), US-amerikanischer Politiker
- Johnny Dunn (1897–1937), US-amerikanischer Jazz-Trompeter
- Josephine Dunn (1906–1983), US-amerikanische Schauspielerin
- Jourdan Dunn (* 1990), britisches Model

### K
- Katherine Dunn (1945–2016), US-amerikanische Schriftstellerin
- Kevin Dunn (* 1956), US-amerikanischer Schauspieler
- Kevin John Dunn (1950–2008), britischer Geistlicher, Bischof von Hexham und Newcastle
- Kim Dunn (* 1981), kanadische Snowboarderin
- Kris Dunn (* 1994), US-amerikanischer Basketballspieler

### L
- Leslie C. Dunn (1893–1974), US-amerikanischer Genetiker
- Liam Dunn (1916–1976), US-amerikanischer Schauspieler
- Lin Dunn (* 1947), US-amerikanische Basketballtrainerin
- Linwood G. Dunn (1904–1998), US-amerikanischer Spezialeffektkünstler
- Lisa Dunn, US-amerikanische Handball- und Beachhandballspielerin sowie Trainerin
- Lorraine Dunn (1942–2003), panamaische Leichtathletin
- Lydia Dunn, Baroness Dunn (* 1940), britische Wirtschaftsmanagerin und Politikerin

### M
- Maria Dunn (* 1986), Freistilringerin aus Guam
- Marc Dunn (* 1965), kanadischer Beachvolleyballspieler
- Mary Maples Dunn (1931–2017), US-amerikanische Historikerin
- Matthew Dunn (* 1973), australischer Schwimmer
- Matthew A. Dunn (1886–1942), US-amerikanischer Politiker
- Megan Dunn (* 1991), australische Radsportlerin
- Michael Dunn (1934–1973), US-amerikanischer Schauspieler
- Mignon Dunn (* 1928), US-amerikanische Opernsängerin und Gesangspädagogin
- Mike Dunn (* 1971), englischer Snookerspieler

### N
- Neal Dunn (* 1953), US-amerikanischer Politiker
- Nell Dunn (* 1936), englische Autorin
- Nicolas Dunn (* 1992), australischer Schauspieler
- Nora Dunn (* 1952), US-amerikanische Schauspielerin

### O
- Oscar Dunn (um 1820–1871), US-amerikanischer Politiker

### P
- Patrick Dunn (* 1950), britischer Geistlicher, Bischof von Auckland
- Paul Dunn (* 1960), US-amerikanischer American-Football-Trainer
- Paula Dunn (* 1964), britische Leichtathletin
- Pete J. Dunn (1942–2017), US-amerikanischer Mineraloge
- Peter Dunn (* 1935), australischer Politiker (Liberal Party of Australia)
- Poindexter Dunn (1834–1914), US-amerikanischer Politiker

### R
- Red Dunn (1901–1957), US-amerikanischer American-Football-Spieler
- Richard Dunn (* 1945), britischer Boxer
- Richard B. Dunn (1927–2005), US-amerikanischer Astronom
- Richie Dunn (1957–2016), US-amerikanischer Eishockeyspieler
- Rob Dunn, US-amerikanischer Biologe, Hochschullehrer und populärwissenschaftlicher Autor
- Robbie Dunn (* 1960), australischer Fußballspieler und -trainer
- Robin Dunn († 2014), britischer Jurist
- Ron Dunn (1936–2001), US-amerikanischer baptistischer Pastor, Autor und Redner
- Ryan Dunn (1977–2011), US-amerikanischer Schauspieler

### S
- Sam Dunn (* 1974), kanadischer Dokumentarfilmer
- Samuel Dunn († 1794), britischer Mathematiker und Amateurastronom
- Sarah Jayne Dunn (* 1981), britische Schauspielerin
- Shannon Dunn (* 1972), US-amerikanische Snowboarderin
- Simon Dunn (1987–2023), australischer Bobsportler und LGBTI-Aktivist
- Spencer Dunn (* 1969), englischer Snookerspieler
- Stephen Dunn (Tontechniker) (1894–1980), US-amerikanischer Ingenieur und Tontechniker
- Stephen Dunn (Dichter) (* 1939), US-amerikanischer Dichter
- Stephen Dunn (Regisseur) (* 1989), kanadischer Regisseur und Drehbuchautor
- Stephen Troyte Dunn (1868–1938), britischer Botaniker

### T
- Teala Dunn (* 1996), US-amerikanische Schauspielerin
- Teddy Dunn (* 1980), US-amerikanischer Schauspieler
- Thomas Dunn (Vizegouverneur) (1729–1818), englischer Kaufmann und Politiker
- Thomas Dunn (1873–1938), schottischer Fußballspieler, siehe Tommy Dunn
- Thomas Dunn (Fußballspieler) (* 2003), fidschianischer Fußballspieler
- Thomas B. Dunn (1853–1924), US-amerikanischer Politiker
- Thomas W. Dunn (1908–1983), US-amerikanischer General
- Thomas W. F. Dunn (1903–1964), US-amerikanischer Offizier
- Tommy Dunn (1873–1938), schottischer Fußballspieler
- Trevor Dunn (* 1968), US-amerikanischer Komponist und Bassist
- Tricia Dunn-Luoma (* 1974), US-amerikanische Eishockeyspielerin
- Trieste Kelly Dunn (* 1981), US-amerikanische Schauspielerin

### V
- Velma Dunn (1918–2007), US-amerikanische Wasserspringerin
- Vince Dunn (* 1996), kanadischer Eishockeyspieler
- Vincent Dunn (* 1995), kanadischer Eishockeyspieler

### W
- Warrick Dunn (* 1975), US-amerikanischer American-Football-Spieler
- William McKee Dunn (1814–1887), US-amerikanischer Politiker und Armeeoffizier
- Willie Dunn (1941–2013), kanadischer Liedermacher und Filmemacher
- Winfield Dunn (1927–2024), US-amerikanischer Politiker

### Z
- Zac Dunn (* 1991), australischer Boxer im Supermittelgewicht